# كولن بل
كولن بل (بالإنجليزية: Colin Bell)‏ ، من مواليد 26 فبراير 1946 في هيسليدين، لاعب كرة قدم إنجليزي سابق.
لعب مع نادي مانشستر سيتي ولعب مع منتخب إنجلترا لكرة القدم.

## مسيرته الكروية
لعب كولن بل خلال مسيرته الاحترافية مع 3 أندية في ثمانية عشر موسمًا وسجل خلالها 142 هدف ضمن 481 مباراة. حيث فاز في موسم واحد بالكأس وفي موسم واحد بالدوري.
خاض كولن بل مسيرته مع نادي بوري في موسم 1963–64 واستمر معه طيلة ثلاثة مواسم، مشاركًا في 82 مباراة سجل خلالها 25 هدفًا. ثم انتقل إلى نادي مانشستر سيتي في موسم 1965–66 ليلعب معه أربعة عشر موسمًا، حيث شارك في 394 مباراة سجل خلالها 117 هدف. لينتقل بعدها إلى نادي سان خوزيه إيرث كويكس ما بين عامي 1980 و1981 لمدة موسم واحد، مشاركًا في 5 مباريات ولم يسجل أي هدف.

## روابط خارجية
- كولن بل على موقع قاعدة بيانات كرة القدم.إي يو (الإنجليزية)
- كولن بل على موقع ناشيونال فوتبول تيمز (الإنجليزية)